# 圣皮埃尔蒙 (埃纳省)
圣皮埃尔蒙（法語：Saint-Pierremont，法語發音：[sɛ̃ pjɛʁmɔ̃] ⓘ）是法国上法蘭西大區埃纳省的一个市镇，属于拉昂区。

## 地理
圣皮埃尔蒙（49°43'19"N, 3°52'52"E）面积6.98 平方千米，位于法国上法蘭西大區埃纳省，该省份为法国北部内陆省份，北起北部省，西接索姆省和瓦兹省，东临阿登省和马恩省，西南至塞纳-马恩省，东北部与比利时接壤。
与圣皮埃尔蒙接壤的市镇（或旧市镇、城区）包括：塞尔河畔博蒙、埃布洛、古德朗库尔-莱皮埃尔蓬、蒙蒂尼勒弗朗、拉讷维尔-博斯蒙、塔沃和蓬塞里库尔。

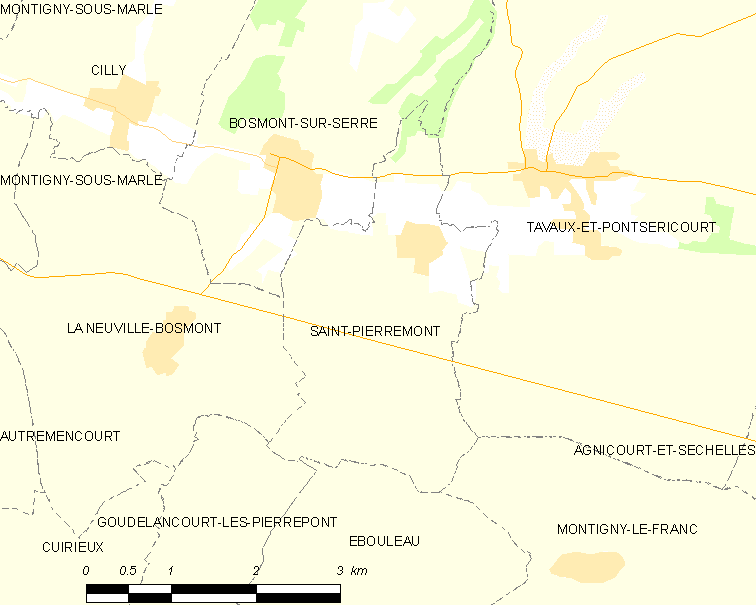
的OSM定位图

圣皮埃尔蒙的时区为UTC+01:00、UTC+02:00（夏令时）。

## 行政
圣皮埃尔蒙的邮政编码为02250，INSEE市镇编码为02689。

## 政治
圣皮埃尔蒙所属的省级选区为马尔勒县。

## 人口

1962-2008年间人口变化图示

圣皮埃尔蒙于2022年1月1日时的人口数量为40人。